# Rödtjärnen (Skorpeds socken, Ångermanland, 703664-160389)
Rödtjärnen är en sjö i Örnsköldsviks kommun i Ångermanland och ingår i Nätraåns huvudavrinningsområde.